# Centre commercial Beaulieu (La Réunion)
Pour les articles homonymes, voir Centre commercial Beaulieu et Beaulieu.
Le centre commercial Beaulieu est un centre commercial situé dans le quartier de Beaulieu à Saint-Benoît sur l'île de La Réunion, département d'outre-mer français dans le sud-ouest de l'océan Indien. Ses principales enseignes sont un hypermarché Jumbo Score et une surface de vente de produits culturels Fnac

## Annexe